# Aleksander Hetland
Pour les articles homonymes, voir Hetland.
Aleksander Hetland (né le 26 décembre 1982), est un nageur norvégien, spécialiste des épreuves de brasse et de quatre nages.

## Biographie
En décembre 2012 lors des Championnats du monde en petit bassin d'Istanbul, il devient champion du monde du 50 m brasse puis annonce la fin de sa carrière sportive après ces Championnats.
En 2019 il participe à la 15e saison de Skal vi danse, la version suédoise de Danse avec les stars.

## Palmarès

### Championnats du monde
| Épreuve / Édition | Grand bassin         | Grand bassin      |                       | Petit bassin     | Petit bassin               | Petit bassin   | Petit bassin  | Petit bassin |
| Épreuve / Édition | Montréal 2005        | Melbourne 2007    | Indianapolis 2004     | Shanghai 2006    | Manchester 2008            | Dubaï 2010     | Istanbul 2012 |              |
| 50 m brasse       | 26e 28 s 54          | 22e 28 s 49       | 10e 27 s 77           | 23e 28 s 29      | Disqualifié en demi-finale | Bronze 26 s 29 | Or 26 s 30    |              |
| 100 m brasse      | 46e 1 min 4 s 09     | —                 | Disqualifié en finale | 25e 1 min 0 s 81 | 15e 59 s 79                | —              | —             |              |
| 100 m 4 nages     | —                    | —                 | 4e 54 s 44            | 12e 55 s 15      | —                          | —              | —             |              |
| 200 m 4 nages     | Disqualifié en série | —                 | 13e 2 min 1 s 13      | 17e 2 min 0 s 98 | —                          | —              | —             |              |
| 50 m papillon     | —                    | —                 | —                     | —                | 25e 23 s 99                | 25e 23 s 53    | —             |              |
| 100 m papillon    | —                    | 67e 56 s 23       | —                     | —                | —                          | —              | —             |              |
| 4 × 100 m 4 nages | —                    | 17e 3 min 42 s 88 | —                     | —                | 10e 3 min 36 s 33          | —              | —             |              |

### Championnats d'Europe
| Épreuve / Édition      | Grand bassin      | Grand bassin     |                      | Petit bassin     | Petit bassin         | Petit bassin                | Petit bassin             | Petit bassin     | Petit bassin      | Petit bassin      | Petit bassin     | Petit bassin  | Petit bassin   | Petit bassin         |
| Épreuve / Édition      | Madrid 2004       | Budapest 2006    | Riesa 2002           | Dublin 2003      | Vienne 2004          | Anvers 2005                 | Helsinki 2006            | Debrecen 2007    | Rijeka 2008       | Istanbul 2009     | Eindhoven 2010   | Szczecin 2011 | Chartres 2012  |                      |
| 50 m dos               | 30e 27 s 58       | —                | —                    | 32e 25 s 88      | 21e 25 s 65          | 26e 25 s 63                 | —                        | —                | —                 | —                 | —                | —             | —              |                      |
| 50 m brasse            | —                 | 26e 28 s 73      | —                    | —                | 7e 27 s 62           | Éliminé en série 27 s 62    | Éliminé en série 27 s 34 | Argent 26 s 95   | Argent 26 s 64    | Or 26 s 19        | Argent 26 s 56   | 4e 26 s 71    | Argent 26 s 20 |                      |
| 100 m brasse           | —                 | 42e 1 min 3 s 80 | —                    | —                | Disqualifié en série | 14e 1 min 0 s 03            | 12e 1 min 0 s 15         | 24e 1 min 0 s 48 | 14e 59 s 06       | 19e 58 s 54       | —                | —             | —              |                      |
| 50 m papillon          | 19e 25 s 16       | 47e 25 s 57      | 30e 25 s 36          | 28e 24 s 72      | 27e 24 s 64          | —                           | —                        | —                | 19e 23 s 80       | 26e 23 s 52       | —                | 25e 23 s 97   |                |                      |
| 100 m papillon         | 33e 56 s 98       | —                | —                    | —                | —                    | —                           | —                        | —                | —                 | —                 | —                | —             | —              |                      |
| 100 m 4 nages          | —                 | —                | 15e 56 s 63          | 8e 55 s 17       | 9e 55 s 04           | Disqualifié en demi-finales | Bronze 53 s 70           | Éliminé en série | —                 | —                 | —                | —             | —              |                      |
| 200 m 4 nages          | 23e 2 min 6 s 49  | 26e 2 min 6 s 26 | —                    | 20e 2 min 0 s 77 | —                    | —                           | —                        | —                | —                 | —                 | —                | —             | —              |                      |
| 4 × 50 m nage libre    | —                 | —                | —                    | —                | —                    | —                           | —                        | —                | 11e 1 min 27 s 93 | 11e 1 min 27 s 72 | 8e 1 min 28 s 69 | —             | —              |                      |
| 4 × 50 m 4 nages       | —                 | —                | Disqualifié en série | 8e 1 min 37 s 92 | 10e 1 min 39 s 30    | —                           | 10e 1 min 37 s 62        | —                | —                 | 15e 1 min 37 s 18 | 5e 1 min 36 s 62 |               | —              |                      |
| 4 × 50 m 4 nages mixte | —                 | —                | —                    | —                | —                    | —                           | —                        | —                | —                 | —                 | —                | —             | —              | Bronze 1 min 40 s 10 |
| 4 × 100 m 4 nages      | 12e 3 min 46 s 61 | —                | —                    | —                | —                    | —                           | —                        | —                | —                 | —                 | —                | —             | —              | —                    |

## Ses sélections
- Championnats du monde : Montréal 2005 • Melbourne 2007
- Championnats du monde en petit bassin : Indianapolis 2004 • Shanghai 2006 • Manchester 2008 • Dubaï 2010
- Championnats d'Europe : Madrid 2004 • Budapest 2006
- Championnats d'Europe en petit bassin : Riesa 2002 • Dublin 2003 • Vienne 2004 • Anvers 2005 • Helsinki 2006 • Debrecen 2007 • Rijeka 2008 • Istanbul 2009 • Eindhoven 2010 • Dubai 2010 • Szczecin 2011 • Chartes 2012 • Istanbul 2012

## Records

### Meilleurs temps
Ces deux tableaux listent les meilleurs temps de Aleksander Hetland à ce jour, dans les styles de brasse et quatre nages.
| Épreuve       | Temps        | Compétition                     | Lieu                   | Date            |
| 50 m brasse   | 28 s 49      | Championnats du monde           | Melbourne, Australie   | 27 mars 2007    |
| 100 m brasse  | 1 min 2 s 02 | Championnats de Grande-Bretagne | Sheffield, Royaume-Uni | 20 juin 2012    |
| 100 m brasse  | 1 min 2 s 39 | Championnats de Norvège         | Namsos, Norvège        | 15 juillet 2007 |
| 200 m 4 nages | 2 min 6 s 26 | Championnats d'Europe           | Budapest, Hongrie      | 1er août 2006   |

| Épreuve       | Temps        | Compétition             | Lieu                  | Date             |
| 50 m brasse   | 25 s 81      | Championnats d'Europe   | Istanbul, Turquie     | 10 décembre 2009 |
| 50 m brasse   | 26 s 19      | Championnats d'Europe   | Istanbul, Turquie     | 12 décembre 2009 |
| 100 m brasse  | 1 min 1 s 98 | Skagerrak Swim          | Kristiansand, Norvège | 30 janvier 2005  |
| 100 m brasse  | 58 s 30      | Championnats d'Europe   | Istanbul, Turquie     | 10 décembre 2009 |
| 100 m 4 nages | 53 s 70      | Championnats d'Europe   | Helsinki, Finlande    | 1er août 2006    |
| 200 m 4 nages | 2 min 0 s 32 | Championnats de Norvège | Stavanger, Norvège    | 3 mars 2005      |